# Christian Henrich Wildenradt
Christian Henrich (von) Wildenradt (Wildenrath, Wildenrad) (3. maj 1742 i København – 7. december 1791) var en dansk officer, landkommissarius og udskrivningsinspektør, bror til Wenzel Rotkiær Wildenradt og far til Johan Peter Fürchtegott Wildenradt.
Han var søn af kaptajn, senere karakteriseret oberst Johan Wildenradt (1707-1776, gift anden gang 1765 med Anne Cathrine Wilhelmine Haffner, 1743-1820) og Cathrine Magdalene Kaas (1720-1752). Femten år gammel ansattes han som overtallig fændrik reformé i Kongens Livregiment, indtrådte 1758 med sekondløjtnants karakter i nummer ved regimentet og udnævntes året efter til virkelig sekondløjtnant, men forsattes 1762 til det nyoprettede husarregiment med premierløjtnants karakter. Ved regimentets opløsning i maj 1767 sattes Wildenradt à la suite, indtil han i oktober samme år anbragtes i Holstenske Dragonregiment, hvorfra han dog atter i marts 1769 forsattes til Jyske Dragoner, hvor han 1773 avancerede til sekondritmester. Som løjtnant havde han vist sig intelligent og dygtig, men noget "ausschweifend".
1778 dimitteredes han af krigstjenesten, men udnævntes samtidig til virkelig justitsråd og ansattes som tilsynshavende under den kommission, der 1778-80 var nedsat til bekæmpelse af den i Jylland grasserende kvægsyge, i hvilken stilling han udfoldede stor energi og dygtighed og uden skånsel lod nedslagte hele besætninger. Som belønning for sin virksomhed i denne sag udnævntes han i 1781 til etatsråd, fik 1784 han rang i 2. klasse for sine "sande Fortjenester i Henseende til Quægsygen" og ansattes samme år som generalkrigskommissær i slesvigske distrikt, men kaldtes allerede i 1788 fra sin post for at benyttes ved gennemførelsen af landboreformerne. Sammen med Christian Colbiørnsen beordredes han til at lede de ekstrasessioner, der i anledning af stavnsbåndets løsning blev holdt rundt om i landet for at kontrollere de ruller, som proprietærerne førte over deres militærpligtige mandskab, et hverv, der udkrævede både bestemthed og uegennyttighed, og som Wildenradt udførte med stor dygtighed. I september 1788 var han blevet ansat som 2. deputeret i Feltkommissariatet, og i 1789 indtrådte han som deputeret i Generalitets- og Kommissariatskollegiet og blev generalkrigskommissær i sjællandsk-lollandsk-falsterske distrikt. Hans arbejde blev videreført af Carl August Wilhelm Drieberg.
Wildenradt blev gift 25. marts 1769 på Vellinggård, Smidstrup Sogn, med Kristine Margrete Bachmann (20. september 1746 på Vellinggård - 13. februar 1838 i Randers), datter af overførster, hofjægermester Peder Bachmann (1715-1769) og Kristiane Benedikte Kruse (1725-1755). 1769 købte han for 11.785 rigsdaler Vellinggård af Peder Bachmanns arvinger, men solgte 1777 gården for ca. 14.450 rigsdaler til G. Fr. Drøhse.
Han er gengivet i en gouache.